# Fabian Hertner
Fabian Hertner, född 24 februari 1985, är en schweizisk orienterare. Han vann medeldistansen i Juniorvärldsmästerskapen 2005 och stafetten vid VM 2015, tog silver på sprintdistansen vid VM 2009 och 2010 samt på medeldistansen vid VM 2014.